# Cyclea wattii
Cyclea wattii är en tvåhjärtbladig växtart som beskrevs av Friedrich Ludwig Diels. Cyclea wattii ingår i släktet Cyclea och familjen Menispermaceae. Inga underarter finns listade i Catalogue of Life.